# Lorenza Biella
Lorenza Biella (Torino, 18 maggio 1945) è una doppiatrice e direttrice del doppiaggio italiana.

## Biografia
Moglie del doppiatore Vittorio Stagni, è madre della doppiatrice Ilaria Stagni e quindi nonna materna dei doppiatori Jacopo Castagna e Alessandro Sussi. Si è diplomata all'Accademia "Silvio D'Amico". Attrice dotata e versatile, molto attiva in teatro e nella prosa televisiva (ricopre il giovane personaggio di Anja, nello sceneggiato Rai del 1968 Il giardino dei ciliegi, tratto dalla pièce omonima di Čechov), è nota soprattutto per la sua attività di doppiatrice. Tra i suoi primi lavori si ricordano il doppiaggio di Faye Dunaway in Gangster Story (1967), Susannah York in Non si uccidono così anche i cavalli? (1969), Mia Farrow in Terrore cieco (1971) e Liza Minnelli in Nina (1976). Successivamente ha prestato la sua voce ad attrici come Imelda Staunton, Kathy Bates, Brenda Blethyn e Pauline Collins. Suo anche il doppiaggio di Fran Drescher nella sitcom La tata (1993-99).

## Doppiaggio

### Film
- Imelda Staunton in Il segreto di Vera Drake, Nanny McPhee - Tata Matilda, Freedom Writers, Another Year, 1921 - Il mistero di Rookford, Maleficent, Ricomincio da noi, Maleficent - Signora del male
- Kathy Bates in Pomodori verdi fritti alla fermata del treno, Relative Strangers - Aiuto! sono arrivati i miei, La bussola d'oro, Quel che resta di mio marito, Revolutionary Road, Babbo bastardo 2
- Gemma Jones in Il diario di Bridget Jones, Che pasticcio, Bridget Jones!, Bridget Jones's Baby, Ti presento Patrick, Emily
- Jacki Weaver in Animal Kingdom, Il lato positivo - Silver Linings Playbook, Magic in the Moonlight, Widows - Eredità criminale
- Margo Martindale in Hannah Montana: The Movie, Un anno da ricordare, Wilson, Le regine del crimine
- Pauline Collins in Incontrerai l'uomo dei tuoi sogni, Albert Nobbs, Quartet
- Diane Ladd in Indian - La grande sfida, Joy, Era mio figlio
- Julie Walters in Mamma mia!, One Chance - L'opera della mia vita, Effie Gray - Storia di uno scandalo
- Sondra Locke in Bronco Billy, Fai come ti pare, Coraggio... fatti ammazzare
- Dee Wallace in Cujo, Halloween - The Beginning
- S. Epatha Merkerson in Lola Darling, Navy Seals - Pagati per morire
- Ruth McCabe in The Snapper, La voce degli angeli
- Eileen Atkins in Cold Comfort Farm, Un amore senza tempo
- Brenda Blethyn in L'erba di Grace, Two Men in Town
- Marion McCorry in Signs, Love & Secrets
- Kati Outinen in Miracolo a Le Havre, L'altro volto della speranza
- Eva Marie Saint in Il mio amico a quattro zampe, Non bussare alla mia porta
- Myra Turley in Flags of Our Fathers, Pure Country - Una canzone nel cuore
- Celia Imrie in Malevolent - Le voci del male, Natale a Mistletoe Farm
- Phyllis Somerville in Il curioso caso di Benjamin Button, Le nostre anime di notte
- Terrie Snell in Mamma, ho perso l'aereo, Mamma, ho riperso l'aereo: mi sono smarrito a New York
- Alison Steadman in Tutta colpa del fattorino, Confetti
- Faye Dunaway in Gangster Story
- Talia Shire in Rocky
- Susannah York in Non si uccidono così anche i cavalli?
- Debra Monk in L'amore e altri luoghi impossibili
- Ann-Margret in Quel maledetto colpo al Rio Grande Express
- Mia Farrow in Terrore cieco
- Beverley Dunn in Shine
- Phyllis Smith in Bad Teacher - Una cattiva maestra
- Emma Thompson in L'altro delitto
- Blair Brown in Dogville
- Marion Ross in Superhero - Il più dotato fra i supereroi
- Edwige Fenech in Don Franco e don Ciccio nell'anno della contestazione
- Liza Minnelli in Nina
- Barbara Brownell in The Master
- Kate Trotter in Upside Down
- Fran Drescher in Ho solo fatto a pezzi mia moglie
- Pam Ferris in Harry Potter e il prigioniero di Azkaban
- Patricia Quinn in Le streghe di Salem
- Janet Agren in L'onorevole con l'amante sotto il letto
- Nichelle Nichols in Snow Dogs - 8 cani sotto zero
- Paola Senatore in La dottoressa preferisce i marinai
- Jenny Agutter in L'uomo dalla maschera di ferro
- Shulamith Lasri in Emanuelle nera n° 2
- Rusty Schwimmer in La giuria
- Dawn French in Le cronache di Narnia - Il leone, la strega e l'armadio
- Lilli Carati in Senza buccia
- Honey Wilder in Dolce Alice
- Anoush NeVart in Partnerperfetto.com
- Samantha Eggar in L'etrusco uccide ancora
- Susan Sarandon in Posizioni compromettenti
- Frances de la Tour  in Enola Holmes
- Stéphane Bissot in Un profilo per due
- Julieta Serrano in Madres paralelas
- Teri Garr in Mister mamma
- Eileen Pollock in Le ceneri di Angela
- Caroline Aaron in Edward mani di forbice
- Rosemary Dunsmore in Orphan
- Denise Bixler in La casa 2
- Judy Geeson in 31
- Rosemary Harris in La famiglia von Trapp - Una vita in musica
- Annette Badland in Dickens - L'uomo che inventò il Natale
- Christine Baranski in Bowfinger
- Sissy Spacek in The Help
- Rebecca Pan in Days of Being Wild
- Venida Evans in Transamerica
- Filiz Akın in Insegnami ad uccidere

### Film d'animazione
- Muffy in Z la formica
- Dottoressa Flora in A Bug's Life - Megaminimondo
- Helsa in La principessa sul pisello
- Mabel in Koda, fratello orso
- Miriam in Ben Hur
- Madre di Kagome in Inuyasha the Movie - Un sentimento che trascende il tempo, Inuyasha the Movie - La spada del dominatore del mondo
- Nell Van Dort in La sposa cadavere
- Mamma Peppa in Padre Pio
- Gertrude in Felix - Il coniglietto e la macchina del tempo
- La Regina in Le avventure del topino Despereaux
- Miss Spink in Coraline e la porta magica
- Strega Cattiva in Nat e il segreto di Eleonora
- Lady Mirtillo in Gnomeo e Giulietta, Sherlock Gnomes
- Maudie in Ribelle - The Brave
- Almanda in Otto il rinoceronte
- Sherri Squibbles in Monsters University
- Mamacita in Il più grande uomo scimmia del Pleistocene
- Nonna ne La canzone del mare
- Hitoha Miyamizu in Your Name.
- Tía Rosita Rivera in Coco
- Elisabetta II del Regno Unito in Rex - Un cucciolo a palazzo
- Zia Albertine in Wonder Park
- Iris ne Il drago di mio padre

### Televisione
- Margo Martindale in The Americans, American Crime Story, The Good Fight, Mrs. America
- Susan Sullivan in Dharma & Greg, The Nine, Castle
- Fran Drescher in La tata, A casa di Fran, Le cose che amo di te
- Christine Estabrook in Desperate Housewives
- Geraldine McEwan e Julia McKenzie in Miss Marple
- Cristine Rose in Heroes
- Raquel Welch in Sabrina, vita da strega
- Kim McGuire in Un catastrofico successo
- Roz Ryan in K.C. Agente Segreto
- Liz Torres in Una mamma per amica
- Felicity Kendal in Giardini e misteri
- Miriam Margolyes in Miss Fisher - Delitti e misteri
- June Squibb in Glee, Devious Maids - Panni sporchi a Beverly Hills
- Angela Lansbury in In volo per un sogno, Piccole donne
- Stephanie Beacham in Streghe
- Christina Pickles in La signora in giallo
- Blythe Danner in Will & Grace
- Rita Moreno in Oz (st 5-6)
- Brenda Blethyn in Vera
- Faith Prince in Drop Dead Diva
- Penelope Wilton in After Life (st. 1, 3)
- Barbara Nüsse in Dark
- Amy Hill e Maree Cheatham in Ghost Whisperer - Presenze
- Pam Ferris in Luther
- Annette Badland in Outlander
- Tracey Ullman in Casa Howard
- Betty White in My name is Earl
- Betty Buckley in Chicago Med
- Anne Reid in Five Days
- Edie McClurg in CSI - Scena del crimine
- Linda Bassett in Ragione e sentimento
- Leah Thys in Amika

### Cartoni animati
- Velma Dinkley in Scooby-Doo & Scrappy-Doo
- Dale Arden in Flash Gordon
- Elizabeth Hoover ne I Simpson
- Fudge in Bosom Pals
- Miss Prudenza Petitpas (1ª voce) ne Le audaci inchieste di Miss Prudenza
- La madre di Giustino in Leone il cane fifone
- Sig.ra Munson in Kid vs. Kat - Mai dire gatto
- Ella in Sonic X
- Spotty in Little Robots
- Spot in La carica dei 101 - La serie
- Miss Slovak in Hey, Arnold!
- Vinella in Sitting Ducks
- Nodoka Saotome in Ranma ½
- Gaia in Capitan Planet e i Planeteers
- Monica Martin ne Gli Astromartin
- Dolly ne A casa di Gloria
- Anna Petrova "Nonna" in Nadja
- Fala ne L'ombra degli elfi
- Miss Conduct in Roboroach
- Maestra in Bunnytown - La città dei coniglietti
- Dullmeister in A come Azione!
- Sig.ra Jemima in Peter Coniglio

### Videogiochi
- Yvonne ne La carica dei 102: Cuccioli alla riscossa[1]
- Signora Castoro in Le cronache di Narnia: Il leone, la strega e l'armadio[2]
- Sig.ra Marjorie in PAW Patrol World (2023)[3]

## Prosa televisiva Rai
- Marilù, commedia di Giana Anguissola, regia di Alvise Sapori, trasmessa il 23 agosto 1963
- Il commissario De Vincenzi, serie TV, regia di Mario Ferrero, episodio Il mistero di Cinecittà, trasmesso il 18 e il 19 marzo 1977